# Gustaf Lagerbielke (hovkansler)
Gustaf Lagerbielke, född 22 mars 1777 i Stockholm, död där 24 maj 1837, var en svensk greve, hovkansler, statsråd och ledamot av Svenska Akademien 1809–1837, stol 10.

## Biografi
Gustaf Lagerbielke var son till överamiralen greve Johan Gustaf Lagerbjelke och Ulrika Gustafva Ehrenhoff. Han blev 1795 kanslist och 1796 andre sekreterare vid kabinettet för utrikes brevväxlingen. 1801 utnämndes han till kabinettssekreterare, 1804 blev han statssekreterare. Han åtföljde Gustav IV Adolf under alla hans resor, men 1806 skedde en brytning mellan kungen och Lagerbielke under resa i Tyskland, och han skickades hem till Sverige för att förestå hovkanslersämbetet. Efter statsvälvningen 1809 blev han ordinarie innehavare av samma ämbete och några veckor därefter statsråd. 
Han reste samma år till Frankrike för att underhandla om den fred som slöts i Paris januari följande år. Han övertalades av Karl XIII att stanna i Paris som ambassadör, där han dock råkade på obestånd genom en rad spekulationer och vidlyftigt leverne. Han räddades genom Karl XIV Johan och återkom till Sverige, där han 1821 upphöjdes till greve men ej introducerad. Han utnämndes 1822 till serafimerriddare och blev 1825 en av rikets herrar, och 1831 tillträdde han som statsråd en andra gång och behöll posten till sin död 1837. 1823–27 var han också förste direktör för Kungl. Maj:ts hovkapell och spektakler. Lagerbielke, som var ogift, slöt den grevliga ätten och ligger begraven i Katarina kyrka i Stockholm.